# 대한민국 헌법 제76조
대한민국 헌법 제76조는 대한민국 헌법의 조항으로 총 5항으로 구성되어 있다.

## 본문
①대통령은 내우·외환·천재·지변 또는 중대한 재정·경제상의 위기에 있어서 국가의 안전보장 또는 공공의 안녕질서를 유지하기 위하여 긴급한 조치가 필요하고 국회의 집회를 기다릴 여유가 없을 때에 한하여 최소한으로 필요한 재정·경제상의 처분을 하거나 이에 관하여 법률의 효력을 가지는 명령을 발할 수 있다.

②대통령은 국가의 안위에 관계되는 중대한 교전상태에 있어서 국가를 보위하기 위하여 긴급한 조치가 필요하고 국회의 집회가 불가능한 때에 한하여 법률의 효력을 가지는 명령을 발할 수 있다.

③대통령은 제1항과 제2항의 처분 또는 명령을 한 때에는 지체없이 국회에 보고하여 그 승인을 얻어야 한다.

④제3항의 승인을 얻지 못한 때에는 그 처분 또는 명령은 그때부터 효력을 상실한다. 이 경우 그 명령에 의하여 개정 또는 폐지되었던 법률은 그 명령이 승인을 얻지 못한 때부터 당연히 효력을 회복한다.

⑤대통령은 제3항과 제4항의 사유를 지체없이 공포하여야 한다.

## 판례
- 헌법재판소는 긴급재정경제명령을 본 조에 따른 대통령의 '통치행위'로 규정하였다[1]

## 같이 보기
- 대한민국 헌법 제4장 제1절
- 긴급명령
- 긴급재정경제명령
- 비상계엄선포
- 국가긴급권
- 금융실명제
- 김영삼

1. ↑  93헌마186